# Radek Jonak
Radek Jonak es un actor australiano, más conocido por haber interpretado a Declan Travers en la serie All Saints.

## Biografía
Jonak se graduó de la prestigiosa Western Australian Academy of Performing Arts ("WAAPA") en el 2006.
Radek sale con Chrystal De Grussa.

## Carrera[2]
En el 2009 apareció como invitado en dos episodios de la popular serie australiana Mcleod's Daughters donde interpretó a Príncipe Mischa, el ex-prometido de Jasmin "Jaz" Mcleod (Edwina Ritchard).
Ese mismo año apareció como invitado en la serie médica All Saints donde interpretó a Declan Travers y en East West 101 donde dio vida a Gavin Blanch. 
El 13 de julio de 2012 se unió al elenco recurrente de la serie exitosa serie australiana Home and Away donde interpretó a Richard Bozic, el padre de Jett James hasta el 3 de septiembre del mismo año, quien se fue luego de darse cuanta de que Jett estaba más feliz viviendo con los Palmer. Radek regresó para un episodio en el 2013 para hablar con John y Gina sobre la adopción de Jett. Anteriormente había aparecido por primera vez en la serie en el 2008 cuando interpretó en varios episodios al luchador Logan Roth con quien pelea Ric Dalby (Mark Furze).
Ese mismo año apareció como invitado en la serie Underbelly: Badness donde interpretó a Paul Elliot.
En el 2016 apareció como invitado en el tercer episodio de la segunda temporada de la serie The Code donde dio vida al oficial de la patrulla fronteriza.

## Filmografía

### Series de televisión
| Año        | Serie                      | Personaje             | Notas                                              |
| ---------- | -------------------------- | --------------------- | -------------------------------------------------- |
| 2016       | The Shepherd and the Orb   | Daon                  | episodio # 1.1                                     |
| 2016       | A Shared House             | Sven                  | 3 episodios                                        |
| 2016       | Hyde & Seek                | Oficial de Artillería | episodio # 1.7                                     |
| 2016       | The Secret Daughter        | Oficial de Policía    | episodio "I Fought the Law"                        |
| 2016       | The Code                   | Oficial               | episodio # 2.3                                     |
| 2014       | Australia: The Story of Us | Nick Karpiniuk        | episodio "Risky Business"                          |
| 2014       | Devil's Playground         | Policía               | episodio "The Whirlwind and the Storm" - miniserie |
| 2012, 2013 | Home and Away              | Richard Bozic         | 4 episodios                                        |
| 2012       | Underbelly: Badness        | Paul Elliot           | episodio "Bang, Bang, Kill, Kill"                  |
| 2009       | East West 101              | Gavin Blanch          | episodio "Men of Conscience"                       |
| 2009       | All Saints                 | Declan Travers        | 4 episodios                                        |
| 2009       | Mcleod's Daughters         | Príncipe Mischa       | 2 episodios                                        |

### Películas
| Año  | Título               | Personaje           | Notas                                                                                             |
| ---- | -------------------- | ------------------- | ------------------------------------------------------------------------------------------------- |
| 2016 | Operation Eldridge   | Lt. Jack O'Brien    | junto a Edward Skaines y Sasha Dyer                                                               |
| 2016 | The Last Brush       | Orson               | corto - junto a Mia Bowd, Verna Amy McClune y Jessie Miles                                        |
| 2015 | The Margin of Things | Joe                 | junto a Karen Mitchell, Michelle Pastor, Martin Williams, Tom McCathie y Dominic McDonald         |
| 2015 | The System           | Oficial Perri       | junto a Beau Brady, Matt Ruscic, Jamie Vergan, Ashley Avci, Wassim Hawat y Shaun Phillip Cantwell |
| 2015 | Wise Bull            | Ivan                | corto - junto a Jey Oz, Jake Buratti, Sarah Ann Wiles, Tim Moodie y Lee Jankowski                 |
| 2013 | One June Afternoon   | Mark                | junto a Sarah Jane Blair, Dean Kelleher y Joey Kingman                                            |
| 2011 | Souls                | Arrow               | corto                                                                                             |
| 2011 | Red Dog              | Chupouski           | junto a Josh Lucas, Rachael Taylor, Rohan Nichol y Luke Ford                                      |
| 2010 | Vulnerable           | Josh                | junto a Emma Leonard, Kym Thorne, Jackson Heywood y Mark McCann                                   |
| 2009 | Defect               | Hombre con Sombrero | corto - junto a Peter Astridge, Gosia Dobrowolska, Tom Pelik y Avril Vorsay                       |
| 2009 | Trust                | Ivan                | corto - junto a Lech Mackiewicz y Tom Pelik                                                       |
| 2008 | Lone                 | Malaki              | corto                                                                                             |
| 2006 | One Perfect Day      | -                   | corto - junto a Luke Arnold, Brooke Martin y Kathy Wheatley                                       |
| 2006 | Gusto                | -                   | corto - junto a Janis McGavin, Megan O'Connell y Kathy Wheatley                                   |

### Apariciones
| Año  | Película           | Notas                 |
| ---- | ------------------ | --------------------- |
| 2013 | One June Afternoon | coordinador de dobles |

### Teatro
| Año  | Título                       | Personaje   | Director (a)           | Teatro                      | Notas                                                          |
| ---- | ---------------------------- | ----------- | ---------------------- | --------------------------- | -------------------------------------------------------------- |
| 2012 | The Temperamentals           | -           | -                      | New Theatre                 | junto a Kevin Jackson, Doug Hansell, Ben McIvor y Daniel Scott |
| 2011 | Dreaming of a Kiss on a Pier | Cameron     | Alice Livingstone      | New Theatre                 | junto a Wade Doolan, Paul Mawhinney y Nick Curnow              |
| 2010 | Bent                         | Max         | Pete Netell            | Belvoir St. Theatre         | junto a Sam Haft, Walter Grkovic y Lachlan Mantell             |
| 2010 | Woyzeck                      | Drum Major  | Netta Yashchin         | Belvoir Down Stairs Theatre | -                                                              |
| 2007 | Anna in the Tropics          | Juan Julian | Nicholas Papademetriou | -                           | junto a Lani Tupu, Dina Panozzo, Zoe Carides y Steve Vella     |
| 2006 | A Minsummer Nights Dream     | Oberon      | Tom Gutteridge         | WAAPA                       | -                                                              |
| 2006 | A Lie Of The Mind            | -           | Gillian Jones          | WAAPA                       | -                                                              |
| 2005 | London Cuckolds              | Wiseacres   | Aarne Neeme            | WAAPA                       | -                                                              |
| 2005 | A Month in the Country       | Aleksej     | Gillian Jones          | WAAPA                       | -                                                              |